# Primera División Uruguaya 1955
Il campionato era formato da dieci squadre e il Nacional vinse il titolo.

## Classifica finale
| Pos. | Squadra              | G  | V  | N | P  | GF | GS | Punti |
| ---- | -------------------- | -- | -- | - | -- | -- | -- | ----- |
| 1    | Nacional             | 18 | 14 | 3 | 1  | 53 | 21 | 31    |
| 2    | Peñarol              | 18 | 10 | 7 | 1  | 36 | 17 | 27    |
| 3    | Cerro                | 18 | 6  | 6 | 6  | 30 | 19 | 18    |
| 4    | Danubio              | 18 | 6  | 6 | 6  | 37 | 32 | 18    |
| 5    | Defensor             | 18 | 6  | 5 | 7  | 29 | 38 | 17    |
| 6    | Rampla Juniors       | 18 | 5  | 6 | 7  | 28 | 31 | 16    |
| 7    | Montevideo Wanderers | 18 | 5  | 6 | 7  | 21 | 24 | 16    |
| 8    | Sud América          | 18 | 6  | 3 | 9  | 23 | 41 | 16    |
| 9    | Liverpool            | 18 | 6  | 1 | 11 | 22 | 31 | 12    |
| 10   | River Plate          | 18 | 2  | 5 | 11 | 15 | 40 | 9     |

G = Partite giocate; V = Vittorie; N = Nulle/Pareggi; P = Perse; GF = Goal fatti; GS = Goal subiti; 

## Classifica marcatori
| Gol |  |  | Giocatore      | Squadra  |
| --- |  |  | -------------- | -------- |
| 17  |  |  | Javier Ambrois | Nacional |